# Slide The City (Deslizarse en la ciudad)

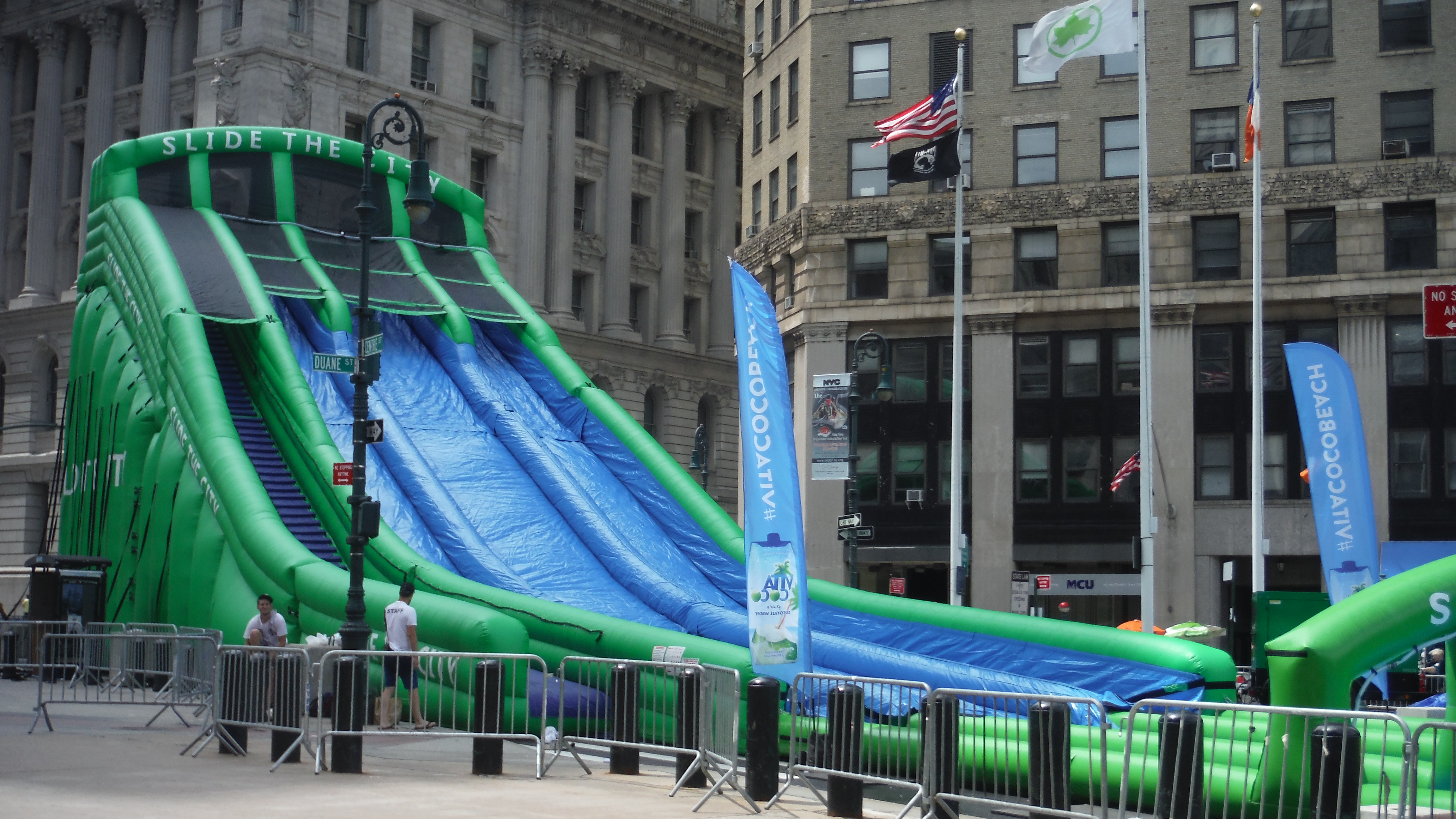
Deslice la ciudad (Slide the city)< 2015, Nueva York

Slide the City fue un organizador de eventos de fiestas acuáticas con la atracción principal de un Slip 'N Slide gigante. Estos eventos se llevaron a cabo en más de 200 ciudades alrededor del mundo, incluyendo lugares como Salt Lake City, Hong Kong, Vancouver, Arizona y Ciudad del Cabo. La principal atracción de los eventos era un tobogán de agua de 1,000 pies (300 metros) de largo, hecho de material vinílico. Además del tobogán, los participantes disfrutaban de música en vivo, comida y bebidas
Desde 2019, el sitio web de Slide the City ha estado inactivo. La empresa parece haber entrado en insolvencia y ya no organiza más eventos.
Según CNN, Slide the City fue fundada en 2013 por T.R. Gourley, John Malfatto y David Wulf, quienes afirman que se inspiraron en sus propios recuerdos de la infancia para crear el evento.
Slide the City es un evento cuya propiedad pertenece a parte de Sack Lunch Productions, una empresa con fines de lucro y entretenimiento con sede en Utah.  
Parece que la empresa ha cerrado o ha cesado sus operaciones, ya que su sitio web está bloqueado por su proveedor de alojamiento y no hay fechas disponibles para 2019.

## Objetivos
La empresa promocionaba Slide the City como un evento que ofrecía a los participantes la oportunidad de regresar a los días de los años 80, cuando los toboganes de agua en los patios traseros eran populares entre los niños. Sin embargo, en lugar de un tobogán pequeño, el evento presentaba un tobogán de agua comunitario mucho más grande, de 1000 pies (300 metros) de largo.
El evento se promociona como una “fiesta acuática con toboganes para toda la familia” que se realizará durante el verano.  “El objetivo principal es simplemente unir a las comunidades . Queremos que la gente tenga algo que hacer, algo que sea divertido, algo que fortalezca a la comunidad ”, dijo Kurt Jackson el administrador del tobogán.  Como se afirma en el sitio web oficial, además del valor entretenido que ofrece el evento, Slide the City también tiene como objetivo generar conciencia sobre la conservación del agua y proporcionar agua limpia en todo el mundo.  TR Gourley, cofundador de Slide the City, afirma que minimiza el uso de agua en su evento, haciendo de la minimización del impacto ambiental en las comunidades una preocupación prioritaria 

## Asociaciones de caridad
Slide the City se describe como un evento que combina diversión con recaudación de fondos. Una parte de las ganancias de cada evento se destina a una causa local relacionada con el lugar donde se realiza. Slide the City se lleva a cabo en diversas ubicaciones y ofrece diferentes formas de apoyo a organizaciones benéficas, como donaciones, recaudación de fondos y sorteos de boletos gratuitos. El evento apoya a organizaciones sin fines de lucro o a entidades benéficas con distintos enfoques y objetivos.
Por ejemplo, Slide the City en Hong Kong apoya a la organización benéfica llamada "A Drop of Life" mediante donaciones. En Allentown, Slide the City también recaudó fondos para la organización sin fines de lucro "Allentown Youth Organizations United to Help". Además, en Slide the City de Lancaster, al ingresar el código promocional proporcionado por los anfitriones al momento de comprar los boletos, el 15% de la venta se destina directamente a la organización "The Mix".El evento ha entregado 500 boletos de un solo viaje gratuitos y recaudado $10,000.[4] Por otro lado, las donaciones de *Slide the City* en Boise se destinan a "Ronald McDonald House Charities of Idaho" (RMHCI); por cada voluntario que se registre para un turno durante el evento, RMHCI recibe una donación de $50.[5]

## Crítica
Hubo quejas sobre la mala organización y el control de multitudes. El tiempo de espera llegó a ser de dos a tres horas entre cada tobogán, y los poseedores de boletos ilimitados solo pudieron deslizarse dos veces. Los participantes expresaron su descontento porque no pudieron acceder a los recorridos ilimitados ni disfrutar de la cantidad de deslizamientos por los que pagaron.
El público también planteó cuestiones de seguridad. Algunos participantes sufrieron lesiones menores porque los toboganes eran demasiado empinados y no pudieron reducir la velocidad al final del mismo.  Sin embargo, en otro lugar, los participantes se quejaron de la falta de agua y de la falta de pendiente del tobogán, lo que provocaba que las personas chocaran entre sí.  En respuesta a estas quejas, el organizador afirmó que se había formado un equipo para calcular la mejor inclinación del tobogán con antelación a futuros eventos.  Algunos participantes se quejaron de que los organizadores no impidieron que los participantes utilizaran dispositivos para tomar fotografías, como palos para selfies y cámaras de acción, y que esto podría representar riesgos para los demás y causar accidentes. 
También existían preocupaciones medioambientales. Más de 6.000 personas firmaron una petición en línea para impedir que este evento se lleve a cabo en California y miles de personas firmaron una petición exigiendo la cancelación del evento en Johannesburgo .   Los firmantes dijeron que es “extremadamente irresponsable” permitir que se realice un evento con un tobogán de agua gigante cuando estos lugares enfrentan escasez de agua.  Los organizadores respondieron afirmando que el tobogán utilizará 12 a 16 galones americanos (45,4 a 60,6 L) de agua, y el tobogán fue diseñado para reciclar el agua durante todo el día en lugar de bombear agua nueva al tobogán.  

## Reconocimiento
En 2015, la resbaladilla de *Slide the City* fue utilizada por la Trinity River Vision Authority para establecer el récord mundial de la "mayor distancia recorrida en un tobogán de agua en una hora" en Panther Island, Texas. Según Guinness World Records, los participantes recorrieron colectivamente una distancia de 774,515.09 metros (2,541,060 pies) en una hora.